# Rarities 1994–1999
Rarities 1994–1999 és una col·lecció de rareses i cares-B de la banda australiana Silverchair. Originalment era un disc bonus d'edició limitada envasat amb el The Best of Volume 1, però finalment es va publicar individualment el 2002. Aquest treball va ser una iniciativa de la discogràfica Sony, i com en el recopilatori anterior, el grup no va estar involucrat en l'elecció de cançons perquè va abandonar el segell a principis del 2000.

## Llista de cançons
| Núm.          | Títol                                        | Durada |
| ------------- | -------------------------------------------- | ------ |
| 1.            | «Untitled»                                   | 3:30   |
| 2.            | «New Race»                                   | 3:20   |
| 3.            | «Trash»                                      | 2:46   |
| 4.            | «Ana's Song (Open Fire)» (remescla acústica) | 3:51   |
| 5.            | «Madman» (amb veu)                           | 2:44   |
| 6.            | «Blind»                                      | 4:15   |
| 7.            | «Punk Song #2»                               | 2:45   |
| 8.            | «Wasted/Fix Me»                              | 1:51   |
| 9.            | «Minor Threat»                               | 1:36   |
| 10.           | «Freak» (remescla per Us Rejects)            | 4:13   |
| 11.           | «Spawn» (versió Pre-Vitro)                   | 2:57   |
| Durada total: | Durada total:                                | 33:44  |